# John Bromwich
John Edward Bromwich (Sydney, 14 de Novembro de 1918 - Geelong, 21 de Outubro de 1999) foi um tenista profissional australiano.

## Grand Slam finais

### Simples (2 títulos – 6 vices)
| Resultado | Ano  | Campeonato      | Piso  | Oponente       | Placar                  |
| --------- | ---- | --------------- | ----- | -------------- | ----------------------- |
| Vice      | 1937 | Australian Open | Grama | Vivian McGrath | 3–6, 6–1, 0–6, 6–2, 1–6 |
| Vice      | 1938 | Australian Open | Grama | Don Budge      | 4–6, 2–6, 1–6           |
| Campeão   | 1939 | Australian Open | Grama | Adrian Quist   | 6–4, 6–1, 6–3           |
| Campeão   | 1946 | Australian Open | Grama | Dinny Pails    | 5–7, 6–3, 7–5, 3–6, 6–2 |
| Vice      | 1947 | Australian Open | Grama | Dinny Pails    | 6–4, 4–6, 6–3, 5–7, 6–8 |
| Vice      | 1948 | Australian Open | Grama | Adrian Quist   | 4–6, 6–3, 3–6, 6–2, 3–6 |
| Vice      | 1948 | Wimbledon       | Grama | Bob Falkenburg | 5–7, 6–0, 2–6, 6–3, 5–7 |
| Vice      | 1949 | Australian Open | Grama | Frank Sedgman  | 3–6, 2–6, 2–6           |